# Championnats d'Amérique centrale et des Caraïbes d'athlétisme 2013
Navigation
Édition précédente
Les 24es Championnats d'Amérique centrale et des Caraïbes d'athlétisme se sont déroulés du 5 au 7 juillet 2013 à Morelia, État du Michoacán, à 2 000 m d'altitude. Ils ont pris place sur la piste d'athlétisme Ernesto-Canto du Complejo Olímpico Bicentenario, de l'Unidad Deportiva « Bicentenario ». Ils devaient initialement se dérouler un peu plus tard au Hasely Crawford Stadium de Port-d'Espagne, à Trinité-et-Tobago qui a renoncé au printemps 2013. La compétition fait également office de sélection pour les Championnats du monde 2013.

## Résultats

### Hommes
| Épreuves | Or                                                                                     | Argent                                                                           | Bronze                                                                                             |
| --- | -------------------------------------------------------------------------------------- | -------------------------------------------------------------------------------- | -------------------------------------------------------------------------------------------------- |
| 100 m (Vent : +0,5 m/s) | Andrew Fisher 10 s 14                                                                  | Andrew Hinds 10 s 19                                                             | Ramon Gittens 10 s 19                                                                              |
| 200 m (Vent : +0,5 m/s) | Antoine Adams 20 s 13 PB                                                               | Lalonde Gordon 20 s 28                                                           | Jason Livermore 20 s 29                                                                            |
| 400 m | Jarrin Solomon 45 s 54                                                                 | Omar Johnson 45 s 67                                                             | Gustavo Cuesta 46 s 20                                                                             |
| 800 m | Andy González 1 min 49 s 54                                                            | Ricardo Cunningham 1 min 49 s 97                                                 | Jowayne Hibbert 1 min 50 s 10                                                                      |
| 1 500 m | Christopher Sandoval 3 min 52 s 94                                                     | Fabián Guerrero 3 min 53 s 53                                                    | José Alberto Beras 4 min 02 s 61                                                                   |
| 5 000 m | Juan Luis Barrios 14 min 08 s 19                                                       | Fabián Guerrero 14 min 48 s 94                                                   | Alfredo Arevalo 15 min 22 s 23                                                                     |
| 10 000 m | Juan Romero 30 min 11 s 11                                                             | Sergio Pedraza 30 min 16 s 76                                                    | Alfredo Arevalo 32 min 23 s 55                                                                     |
| 110 m haies (Vent : -3,4 m/s) | Shane Brathwaite 13 s 70                                                               | Wayne Davis 13 s 75                                                              | Yordan O'Farrill 13 s 82                                                                           |
| 400 m haies | Emanuel Mayers 49 s 72                                                                 | Jeffery Gibson 49 s 94                                                           | Amaurys Valle 50 s 02                                                                              |
| 3 000 m steeple | Javier Quintana 9 min 17 s 56                                                          | Luis Ibarra 9 min 27 s 92                                                        | Alvaro Abreu 9 min 42 s 51                                                                         |
| 4 × 100 m | Bahamas Adrian Griffith Jamial Rolle Trevorvano Mackey Shavez Hart 38 s 77 NR          | Jamaïque Oshane Bailey Andrew Fisher Jermaine Brown Jason Livermore 38 s 86      | Trinité-et-Tobago Jamol James Ayodele Taffe Jereem Richards Emmanuel Callender 39 s 26             |
| 4 × 400 m | Trinité-et-Tobago Renny Quow Emanuel Mayers Machel Cedenio Jarrin Solomon 3 min 2 s 19 | Bahamas Latoy Williams O'Jay Ferguson Jeffery Gibson Wesley Neymour 3 min 2 s 66 | République dominicaine Arismendy Peguero Gustavo Cuesta Félix Sánchez Luguelín Santos 3 min 2 s 82 |
| 20 km marche | Jorge Martínez 1 h 27 min 17 s                                                         | Julio César Salazar 1 h 29 min 51 s                                              | Allan Segura 1 h 39 min 14 s                                                                       |
| Saut en longueur | Alberto Álvarez 7,85 m PB                                                              | Eddy Florian 7,80 m                                                              | Kiron Blaise 7,73 m                                                                                |
| Triple saut | Yordanis Durañona 16,45 m                                                              | Alberto Álvarez 16,39 m PB                                                       | Hercules Christopher 16,00 m                                                                       |
| Saut en hauteur | Darrell Garwood 2,22 m                                                                 | Jamal Wilson 2,22 m                                                              | Arturo Abascal 2,10 m                                                                              |
| Saut à la perche | Raúl Alejandro Rios 5,10 m                                                             | Víctor Castillero 4,80 m                                                         | Jorge Montes 4,65 m                                                                                |
| Lancer du poids | O'Dayne Richards 20,97 m CR                                                            | Josué Santana 17,74 m                                                            | Mario Cota 17,67 m                                                                                 |
| Lancer du disque | Chad Wright 60,79 m                                                                    | Mario Cota 58,58 m                                                               | Quincy Wilson 55,83 m                                                                              |
| Lancer du marteau | Roberto Sawyers 68,92 m                                                                | Diego del Real 65,35 m                                                           | Diego Berrios 61,88 m                                                                              |
| Lancer du javelot | Carlos Armenta 72,49 m                                                                 | Alexander Pascal 71,85 m                                                         | José Lagunes 69,64 m                                                                               |
| Décathlon | Rodrigo Sagaon 7 011 pts                                                               | Jorge Rivera 6 773 pts                                                           | Josué Louis 6 619 pts                                                                              |
| Records et Performances - AR : Record continental (area record) - CR : Record des championnats (championship record) - MR : Record du meeting (meet record) - NR : Record national (national record) - OR : Record olympique (olympic record) - PR : Record paralympique (paralympic record) - PB : Record personnel (personal best) - SB : Meilleure performance personnelle de la saison (season's best) - WL : Meilleure performance mondiale de l'année (world leader) - WJR : Record du monde junior (world junior record) - WR : Record du monde (world record) Circonstances et Conditions - DNF : N'a pas terminé (did not finish) - DNS : N'a pas pris le départ (did not start) - DQ : Disqualification (disqualification) - NM : Aucun essai valable enregistré (No Mark) - Q : Qualifié « directement » au prochain tour (ou à la prochaine compétition), lors d'une compétition majeure, grâce au classement ou à la réalisation des minima (automatic qualifier) - q : Qualifié au prochain tour (ou à la prochaine compétition), lors d'une compétition majeure, grâce au repêchage ou à la réalisation de l'une des meilleures performances parmi celles des « non qualifiés directement » (grâce au meilleur temps ou à la meilleure distance par exemple) (secondary qualifier) |                                                                                        |                                                                                  | |

### Femmes
| Épreuves | Or                                                                                         | Argent                                                                                    | Bronze                                                                             |
| --- | ------------------------------------------------------------------------------------------ | ----------------------------------------------------------------------------------------- | ---------------------------------------------------------------------------------- |
| 100 m (Vent : +0,1 m/s) | Sheri-Ann Brooks 11 s 21                                                                   | Marielys Sanchez 11 s 24                                                                  | Aleen Bailey 11 s 34                                                               |
| 200 m | Kineke Alexander 23 s 00                                                                   | Aleen Bailey 23 s 08                                                                      | Marielys Sanchez 23 s 15                                                           |
| 400 m | Kadecia Baird 51 s 32                                                                      | Chrisann Gordon 52 s 52                                                                   | Kineke Alexander 52 s 81                                                           |
| 800 m | Natoya Goule 2 min 02 s 02                                                                 | Simoya Campbell 2 min 03 s 08                                                             | Rose Mary Almanza 2 min 03 s 10                                                    |
| 1 500 m | Brenda Flores 4 min 27 s 55                                                                | Adriana Muñoz 4 min 31 s 79                                                               | Alejandra Silis 4 min 32 s 06                                                      |
| 5 000 m | Marisol Romero 16 min 04 s 93                                                              | Brenda Flores 17 min 11 s 89                                                              | Elida Hernandez 18 min 17 s 55                                                     |
| 10 000 m | Kathia Garcia 35 min 19 s 92                                                               | Daniela Alonso 36 min 05 s 94                                                             | Elida Hernandez 37 min 44 s 35                                                     |
| 100 m haies (Vent : -1,5 m/s) | Monique Morgan 13 s 25                                                                     | Kierre Beckles 13 s 37                                                                    | Lavonne Idlette 13 s 41                                                            |
| 400 m haies | Damielle Dowie 56 s 39                                                                     | Sharolyn Scott 57 s 74                                                                    | Zudikey Rodriguez 58 s 12                                                          |
| 3 000 m steeple | Azucena Rios 10 min 56 s 55                                                                | Maria Mancebo 11 min 09 s 21                                                              | Elisa Hernandez 11 min 20 s 28                                                     |
| 4 × 100 m | Jamaïque Elaine Thompson Nadine Palmer Aleen Bailey Sheri-Ann Brooks 43 s 58               | Trinité-et-Tobago Kamaria Durant Kai Selvon Reyare Thomas Michelle-Lee Ahye 43 s 67       | Bahamas Tyla Carter Cache Armbrister Debbie Ferguson Nivea Smith 44 s 08           |
| 4 × 400 m | Trinité-et-Tobago Shawna Firmin Sparkle McKnight Ramona Modeste Alena Brooks 3 min 30 s 64 | Mexique Mariel Espinosa Zudikey Rodriguez Claudia Soberanes Gabriela Medina 3 min 34 s 52 | Bahamas Shakeithra Henfield Lanece Clarke Miriam Byfield Amara Jones 3 min 36 s 41 |
| 10 km marche | Maria Guadalupe Gonzalez 47 min 48 s 30                                                    | Milangela Rosales 49 min 27 s 10                                                          | Zayra Jauregui 50 min 00 s 90                                                      |
| Saut en longueur | Francine Simpson 6,49 m                                                                    | Arantxa King 6,45 m                                                                       | Bianca Stuart 6,42 m                                                               |
| Triple saut | Tamara Myers 13,18 m                                                                       | Ayanna Alexander 13,17 m                                                                  | Liliana Hernandez 12,90 m                                                          |
| Saut en hauteur | Levern Spencer 1,95 m                                                                      | Jeanelle Scheper 1,92 m                                                                   | Saniel Atkinson-Grier 1,84 m                                                       |
| Saut à la perche | Carmelita Correa 3,95 m                                                                    | Tiziana Ruiz 3,90 m                                                                       | Alexandra Gonzalez 3,85 m                                                          |
| Lancer du poids | Cleopatra Borel 17,56 m                                                                    | Cecilia Dzul 16,33 m                                                                      | Laura Gabriela Pulido 15,69 m                                                      |
| Lancer du disque | Allison Randall 55,26 m                                                                    | Paulina Flores 50,16 m                                                                    | Irais Estrada 49,84 m                                                              |
| Lancer du marteau | Samantha Hernandez 54,27 m                                                                 | Yolanda González 54,26 m                                                                  | Pas d'autre médaille attribuée                                                     |
| Lancer du javelot | Coralis Ortiz 57,48 m                                                                      | Betzabet Menendez 48,90 m                                                                 | Diana Martinez 47,40 m                                                             |
| Heptathlon | Chrystal Ruiz 5 467 pts                                                                    | Shianne Smith 5 222 pts                                                                   | Milagros Monte de Oca 5 204 pts                                                    |
| Records et Performances - AR : Record continental (area record) - CR : Record des championnats (championship record) - MR : Record du meeting (meet record) - NR : Record national (national record) - OR : Record olympique (olympic record) - PR : Record paralympique (paralympic record) - PB : Record personnel (personal best) - SB : Meilleure performance personnelle de la saison (season's best) - WL : Meilleure performance mondiale de l'année (world leader) - WJR : Record du monde junior (world junior record) - WR : Record du monde (world record) Circonstances et Conditions - DNF : N'a pas terminé (did not finish) - DNS : N'a pas pris le départ (did not start) - DQ : Disqualification (disqualification) - NM : Aucun essai valable enregistré (No Mark) - Q : Qualifié « directement » au prochain tour (ou à la prochaine compétition), lors d'une compétition majeure, grâce au classement ou à la réalisation des minima (automatic qualifier) - q : Qualifié au prochain tour (ou à la prochaine compétition), lors d'une compétition majeure, grâce au repêchage ou à la réalisation de l'une des meilleures performances parmi celles des « non qualifiés directement » (grâce au meilleur temps ou à la meilleure distance par exemple) (secondary qualifier) |                                                                                            |                                                                                           |                                                                                    |

## Tableau des médailles
| Rang | Nation                          | Or | Argent | Bronze | Total |
| ---- | ------------------------------- | -- | ------ | ------ | ----- |
| 1    | Mexique                         | 17 | 19     | 11     | 47    |
| 2    | Jamaïque                        | 11 | 6      | 4      | 21    |
| 3    | Trinité-et-Tobago               | 5  | 4      | 4      | 13    |
| 4    | Bahamas                         | 2  | 3      | 3      | 8     |
| 5    | Barbade                         | 1  | 2      | 1      | 4     |
| 6    | Cuba                            | 1  | 1      | 3      | 5     |
| 7    | Costa Rica                      | 1  | 1      | 1      | 3     |
| 8    | Sainte-Lucie                    | 1  | 1      | 0      | 2     |
| =9   | Porto Rico                      | 1  | 0      | 1      | 2     |
| =9   | Saint-Vincent-et-les-Grenadines | 1  | 0      | 1      | 2     |
| =11  | Saint-Christophe-et-Niévès      | 1  | 0      | 0      | 1     |
| =11  | Dominique                       | 1  | 0      | 0      | 1     |
| =11  | Guyana                          | 1  | 0      | 0      | 1     |
| 14   | République dominicaine          | 0  | 3      | 8      | 11    |
| 15   | Bermudes                        | 0  | 2      | 0      | 2     |
| =16  | Îles Caïmans                    | 0  | 2      | 0      | 2     |
| =16  | Venezuela                       | 0  | 2      | 0      | 2     |
| 18   | Guatemala                       | 0  | 0      | 5      | 5     |
| 19   | Haïti                           | 0  | 0      | 1      | 1     |